# غوستاف ليندبلوم
غوستاف ليندبلوم (بالسويدية: Gustaf "Topsy" Lindblom)‏ (3 ديسمبر 1891 – 26 أبريل 1960) هو ملاكم سويدي راحل، مثّل بلاده في الألعاب الأولمبية الصيفية 1912.

## روابط خارجية
غوستاف ليندبلوم على موقع اللجنة الأولمبية الدولية (الإنجليزية)
- غوستاف ليندبلوم على موقع أوليمبيديا (الإنجليزية)
- غوستاف ليندبلوم على موقع اللجنة الأولمبية السويدية (السويدية)